# Wautoma (Wisconsin)
Wautoma é uma cidade no condado de Waushara, Wisconsin, Estados Unidos. A população era de 2,122 pessoas no censo de 2018.